# Palančani
Palančani is een plaats in de gemeente Čazma in de Kroatische provincie Bjelovar-Bilogora. De plaats telt 217 inwoners (2001).